# Mount Bennett, Östantarktis
Mount Bennett är ett berg i Napier Mountains i Östantarktis. Australien gör anspråk på området. Toppen på Mount Bennett är 1 970 meter över havet.
Terrängen runt Mount Bennett är platt åt sydost, men åt nordväst är den kuperad.